# NaSk
NaSk is een schoolvak, een combinatie van natuurkunde (Na) en scheikunde (Sk), in de onderbouw van de middelbare school in Nederland. Het combinatievak ontstond bij de onderwijsvernieuwing van 1998. Toen werd het vmbo gevormd door de fusie van mavo en vbo, en er werden profielen ingevoerd voor de bovenbouw van vmbo, havo en vwo. Onderwijsvernieuwers die tegen vroege specialisatie waren vonden het combinatievak NaSk een stap voorwaarts, en scholen vonden het praktisch dat er makkelijker docenten gevonden kon worden, omdat zowel natuurkunde- als scheikundedocenten inzetbaar waren.
NaSk werd in 1998 direct ingevoerd op het vmbo. Op veel vmbo-scholen wordt NaSk in de onderbouw alleen in leerjaar 2 gegeven. In de bovenbouw kan de leerling, afhankelijk van het profiel, kiezen voor NaSk 1 (natuurkunde) en/of NaSk 2 (scheikunde). NaSk 1 en 2 zijn op het vmbo de officiele namen van examenvakken, voluit geschreven als "natuur- en scheikunde 1" en "natuur- en scheikunde 2".
Op veel scholen zijn na verloop van enkele jaren dezelfde namen ingevoerd in de onderbouw van havo en vwo, bijvoorbeeld het combinatievak NaSk in leerjaar 2, en gescheiden NaSk1 en NaSk 2 in leerjaar 3. In de bovenbouw van havo en vwo, en bij het examen, hebben de vakken natuurkunde en scheikunde hun originele naam behouden.